# Stałe paliwo rakietowe
Stałe paliwo rakietowe – paliwo rakietowe będące ciałem stałym.
Stałe paliwo rakietowe służy do napełnienia silnika rakietowego na paliwo stałe. Podczas spalania paliwa rakietowego wytwarza się duża ilość gorących gazów, które są czynnikiem roboczym powodującym ruch urządzenia z zamocowanym silnikiem rakietowym.
Wyróżnia się stałe paliwo rakietowe jednorodne i niejednorodne, które jest odmianą prochu nitroglicerynowego (balistyt, kordyt). Różni się od prochów artyleryjskich większymi wymiarami ziaren (lasek) i niektórymi dodatkami. Paliwa niejednorodne są mieszaniną drobnych cząsteczek utleniacza i substancji palnej. Utleniaczami są substancje nieorganiczne jak nadchlorany, chlorany, azotany (np. amonu, sodu, potasu). Jako substancje palne stosuje się: nitrocelulozę (w tym przypadku będącą jednocześnie utleniaczem i paliwem), elastomery żywice polimerowe polimery winylowe PBAN, HTPB, kauczuk (naturalny lub syntetyczny). Substancja palna jest elastyczną masą wiążącą sproszkowany utleniacz, więc spełnia funkcję lepiszcza. Sadza i pył aluminium mogą być wypełniaczami uzupełniającymi skład niektórych paliw niejednorodnych. W skład paliwa mogą również wchodzić dodatki drugorzędne, które zmieniają właściwości substancji wiążących, katalizatory lub flegmatyzatory spalania. Ogólną cechą paliw niejednorodnych jest niejednorodność ich struktury i pod tym względem przypominają proch czarny. Z paliw jednorodnych produkuje się laski o mniejszych rozmiarach metodą tłoczenia (prasowania), a z paliw niejednorodnych – duże ładunki napędowe metodą odlewania.
Gęstość stosowanych paliw zawiera się w granicach 1,5–1,8 g/cm³, ciepło spalania jest rzędu 1 Mcal/kg, impuls właściwy 180–250 s, szybkość spalania rzędu kilku cm/s, temperatura spalania 2000–4000 K i więcej. Prędkość wypływu produktów spalania z dyszy silnika wynosi ok. 2 km/s. Te paliwa mają niższe wartości energetyczne niż paliwa płynne, jednak są szeroko stosowane w wojskowej i cywilnej technice rakietowej.
Bardzo ważna jest struktura paliwa, kształt paliwa ma wpływ na sposób jego spalania, a przez to na pracę silnika i jego osiągi m.in. siłę ciągu. 
Przykładową stałą kompozycją będącą materiałem pędnym zawierającym stałe paliwo rakietowe jest APCP.